# Mastaing
 Mastaing ist eine französische Gemeinde mit 900 Einwohnern (Stand 1. Januar 2022) im Département Nord in der Region Hauts-de-France. Sie gehört zum Arrondissement Valenciennes und zum Kanton Denain.

## Geografie
Die Gemeinde Mastaing liegt im Nordfranzösischen Kohlerevier, 16 Kilometer ostsüdöstlich von Douai und 16 Kilometer westsüdwestlich von Valenciennes. Umgeben wird Mastaing von den Nachbargemeinden Abscon im Norden, Rœulx im Osten, Bouchain im Süden, Marquette-en-Ostrevant im Südwesten und Émerchicourt im Nordwesten.

## Bevölkerungsentwicklung
| Jahr      | 1962 | 1968 | 1975 | 1982 | 1990 | 1999 | 2006 | 2013 | 2020 |
| Einwohner | 963  | 871  | 809  | 798  | 825  | 878  | 910  | 848  | 887  |

## Sehenswürdigkeiten
- Kirche Saint-Martin (16. Jahrhundert, Monument historique)

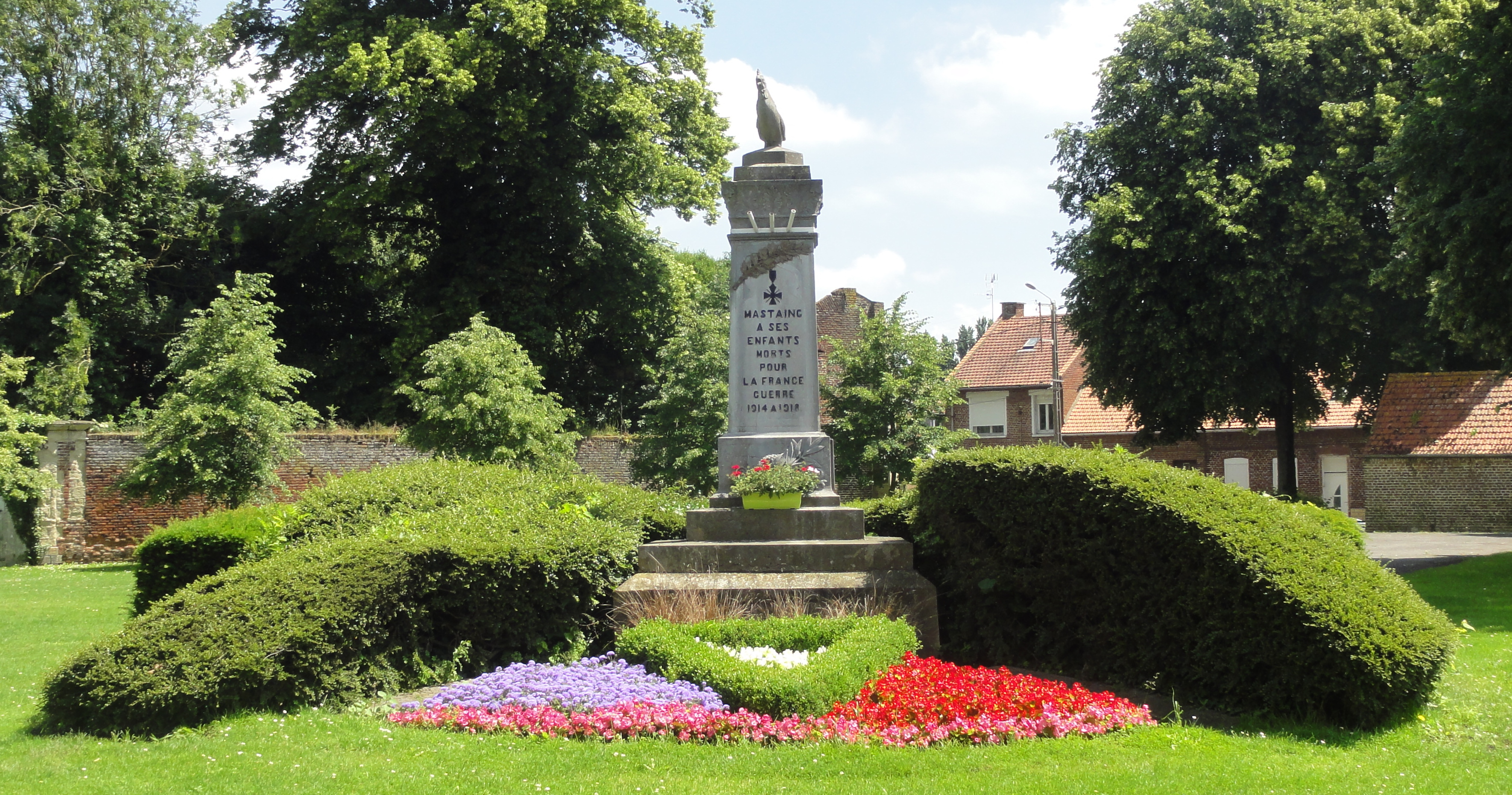
Kirche Saint-Martin
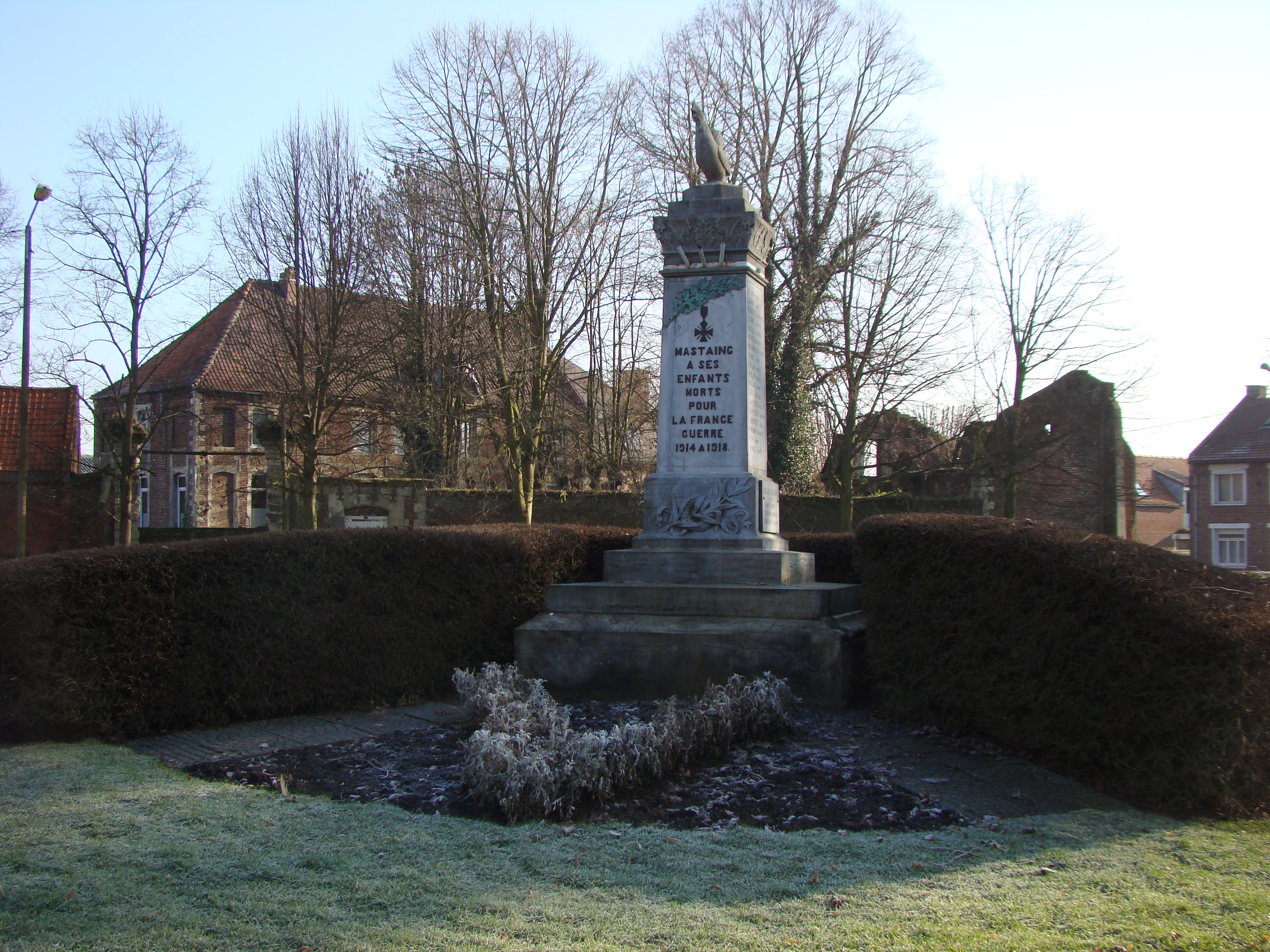
Gefallenendenkmal